# Golfe de Pierre-le-Grand
Le golfe de Pierre-le-Grand (en russe : Залив Петра Великого, Zaliv Petra Velikogo) est le plus grand golfe de la mer du Japon, sur la côte du kraï du Primorie, en Extrême-orient russe (ou Sibérie de l'est). Il couvre une superficie d'environ 6 000 km2. Le golfe s'étend depuis le cap Povorotny à l'est jusqu'à la frontière nord-coréenne à l'ouest, soit 200 km.
La côte du golfe de Pierre-le-Grand, qui est découpée par de nombreuses petites baies, est longue d'environ 1 500 km. Outre les baies de l'Amour et de l'Oussouri, les principales baies sont : 
- baie de Zolotoï Rog
- baie de Diomède
- Baie des Cormorans
- baie d'Ulysse
- baie de Patrole
- baie de Nakhodka
- baie de Possiet
- baie Chamora

La péninsule Mouraviov-Amourski, dont l'extrémité sud est occupée par la ville de Vladivostok, et les îles qui la prolongent, partagent le golfe en deux, formant la baie de l'Amour à l'ouest et la baie de l'Oussouri à l'est. Au sud-ouest de la ville, elle est elle-même prolongée par une péninsule plus petite, la péninsule Shkot qui sépare la baie de Zolotoï Rog de la baie de l'Amour.
Dans le golfe se trouvent des îles : les îles Rimski-Korsakov, l'île Askold, l'île Poutiatine, l'île Ricord et l'île Rousski, qui est séparée du continent par le Bosphore oriental. En hiver, les baies situées au nord du golfe sont normalement prises par les glaces.
Une partie du golfe de Pierre-le-Grand, d'une superficie de 630 km2, est protégée et forme le Sanctuaire national marin de l'Extrême-Orient, créé en 1978.
La « Coupe du golfe de Pierre-le-Grand » est une régate qui a lieu chaque année dans le golfe.